# Passage (альбом The Carpenters)
Passage — восьмой студийный альбом американского дуэта The Carpenters, выпущенный в 1977 году на лейбле A&M Records. В альбоме были записаны такие песни как — «All You Get from Love Is a Love Song», «Calling Occupants of Interplanetary Craft» и «Sweet, Sweet Smile».

## История
Альбом стал экспериментальным по тематике и был первым в карьере дуэта, который не прошёл золотую сертификацию в США. Это единственный альбом Carpenters (кроме рождественских альбомов), который не содержит песен Ричарда Карпентера или Джона Беттиса, а также второй альбом, в котором Карен вообще не играет на барабанах. Это был первый студийный альбом со времён Close to You, в котором не использовался знакомый логотип Carpenters на обложке.
Сингл «Sweet, Sweet Smile» (написанный Робертом Ота Янгом и Джус Ньютон) стал популярным на кантри-радио и вошёл в десятку лучших в общем кантри-списке Billboard Hot Country Songs (№8), а также был на седьмом месте в US Adult Contemporary весной 1978 года.

## Список композиций
| №  | Название                                                       | Автор(ы)                                                  | Длительность |
| -- | -------------------------------------------------------------- | --------------------------------------------------------- | ------------ |
| 1. | «B’wana She No Home»                                           | Майкл Фрэнкс                                              | 5:40         |
| 2. | «All You Get from Love Is a Love Song»                         | Стив Итон                                                 | 3:45         |
| 3. | «I Just Fall in Love Again»                                    | Стив Дорфф, Ларри Хербстритт, Гарри Ллойд, Глория Склеров | 4:00         |
| 4. | «On the Balcony of the Casa Rosada/Don’t Cry for Me Argentina» | Эндрю Ллойд Уэббер, Тим Райс                              | 7:45         |

| №                   | Название                                    | Автор(ы)                    | Длительность |
| ------------------- | ------------------------------------------- | --------------------------- | ------------ |
| 1.                  | «Sweet, Sweet Smile»                        | Джус Ньютон, Ота Янг        | 3:10         |
| 2.                  | «Two Sides»                                 | Скотт Э. Дэвис              | 3:25         |
| 3.                  | «Man Smart, Woman Smarter»                  | Норман Спан                 | 4:32         |
| 4.                  | «Calling Occupants of Interplanetary Craft» | Терри Дрейпер, Джон Волощук | 7:07         |
| Общая длительность: | Общая длительность:                         | Общая длительность:         | 39:24        |

## Участники записи
Приведены по сведениям базы данных Discogs, нумерация треков указана по изданию в формате компакт-диска.
The Carpenters:
- Карен Карпентер — ведущий вокал, бэк-вокал (в песне 2)
- Ричард Карпентер — ведущий вокал, бэк-вокал (в песне 2), акустическое фортепиано (в песнях 2, 3, 8), синтезатор (в песне 8), электрическое фортепиано (в песнях 2, 3, 6, 8), хонки-тонк-пиано[англ.] (в песне 7), аранжировки и оркестровка

| Приглашённые музыканты: - Джо Осборн — бас-гитара (в песнях 1—3, 5—8) - Эд Грин — ударные (в песнях 2, 6, 7) - Рон Татт — ударные (в песнях 1, 3, 5, 8) - Тони Пелузо — электрогитара (все песни, кроме 4) - Рей Паркер (младший) — электрогитара (в песне 2) - Ли Ритенаур — акустическая гитара (в песне 6) - Джей Грейдон — акустическая гитара (в песне 6) - Ларри МакНили — банджо (в песне 5) - Джей Ди Мэнесс — педальная слайд-гитара (в песне 6) - Ларри Мухоберак — электрическое фортепиано (в песне 1) - Пит Джолли — фортепиано (в песне 1) - Леон Расселл — фортепиано (в песне 7) - Том Хенсли — хонки-тонк-пиано (в песнях 5, 7) - Эрл Дамлер — гобой (в песнях 3, 8) - Гейл Левант — арфа (в песне 3) - Бобби Брюс — народная скрипка (в песне 5) - Том Скотт — тенор-саксофон (в песнях 1, 2), флейта (в песне 1) - Дэвид Луэлл — баритон-саксофон (в песне 7) - Курт МакГеттрик — баритон-саксофон (в песне 7) - Джеки Келсо — тенор-саксофон (в песне 7) - Джерри Стейнхольц — конги (в песне 1), перкуссия (в песне 2) - Кинг Эрриссон — конги (в песне 7) - Томми Виг — перкуссия (в песнях 1, 7), конги (в песне 2) - Уолли Сноу — перкуссия (в песне 1) - Винс Чарльз — стальной барабан (в песне 7) | Приглашённые музыканты: - Деннис Хит — голос диктора (в песне 4) - Уильям Фейерштейн — голос Хуана Перона (в песне 4) - Джонатан Маркс — голос Эрнесто Че Гевары (в песне 4) - Джулия Тиллман — бэк-вокал (в песне 2) - Карлена Уильямс — бэк-вокал (в песне 2) - Максин Уиллард — бэк-вокал (в песне 2) - Overbudget Philharmonic — оркестр (в песнях 3, 4, 8) - Питер Найт — дирижёр - Gregg Smith Singers — вокальная группа (в песнях 3, 4, 8) - Грегг Смит — дирижёр Технический персонал: - Ричард Карпентер — музыкальный продюсер - Карен Карпентер — ассоциированный продюсер - Джин Пуэрлинг — вокальные аранжировки - Рэй Герхардт — звукорежиссёр - Дэйв Айвленд — звукорежиссёр - Роджер Янг — звукорежиссёр - Берни Грундман — мастеринг-инженер - Роланд Янг — арт-директор - Джуни Осаки — дизайн - Лу Бич — оформление обложки - Дигби Дил — автор текст для буклета - Том Нолан — автор текст для буклета |

## Позиции в хит-парадах и уровни продаж
Еженедельные чарты:
| Год       | Хит-парад                        | Высшая позиция | Пребывание в чарте |
| --------- | -------------------------------- | -------------- | ------------------ |
| 1977—1978 | Австралия (Kent Music Report)    | 48             | нет данных         |
| 1977—1978 | Великобритания (UK Albums Chart) | 12             | 12 недель          |
| 1977—1978 | Канада (RPM Albums Chart)        | 57             | 10 недель          |
| 1977—1978 | США (Billboard Top LPs & Tape)   | 49             | 18 недель          |
| 1977—1978 | Япония (Oricon LP Chart)         | 7              | 15 недель          |

## Сертификации
| Регион | Сертификация | Продажи  |
| --- | ------------ | -------- |
| Великобритания (BPI) | Золотой      | 100 000^ |
| * Данные о продажах приведены только на основе сертификации. ^ Данные о тиражах приведены только на основе сертификации. |              |          |